# Liste der Kulturdenkmäler in Schönborn (Hunsrück)
In der Liste der Kulturdenkmäler in Schönborn sind alle Kulturdenkmäler der rheinland-pfälzischen Ortsgemeinde Schönborn aufgeführt. Grundlage ist die Denkmalliste des Landes Rheinland-Pfalz (Stand: 27. Oktober 2023).

## Einzeldenkmäler
| Bezeichnung         | Lage                | Baujahr | Beschreibung                    | Bild                           |
| ------------------- | ------------------- | ------- | ------------------------------- | ------------------------------ |
| Evangelische Kirche | Hauptstraße 10 Lage | 1899    | neugotischer Backsteinbau, 1899 | weitere Bilder Fotos hochladen |